# اتو دامکه
اتو دامکه (انگلیسی: Otto Dumke; ۲۹ آوریل ۱۸۸۷ – ۴ اوت ۱۹۱۲) بازیکن فوتبال اهل امپراتوری آلمان بود.
از باشگاه‌هایی که در آن بازی کرده‌است می‌توان به باشگاه فوتبال ویکتوریا ۱۸۸۹ اشاره کرد.
وی همچنین در تیم ملی فوتبال آلمان بازی کرده‌است.